# フニオール・ディアス
フニオール・エンリケ・ディアス・キャンベル（Júnior Enrique Díaz Campbell、1983年9月12日 - ）は、コスタリカ・エレディア出身の元プロサッカー選手。元サッカーコスタリカ代表。現役時代のポジションはDF。

## 経歴

### クラブ
地元クラブのCSエレディアーノでプロキャリアをスタート。
2008年1月、ヴィスワ・クラクフに移籍。
2010年9月、クラブ・ブルッヘに移籍
2012年夏、1.FSVマインツ05に移籍。
2015年7月、SVダルムシュタット98に移籍。

### 代表
2003年9月、中国代表との親善試合でフル代表デビュー。翌年のコパ・アメリカ2004ではチリ代表戦に出場した。UNCAFカップ2005では全4試合に出場し優勝に貢献した。同年の2005 CONCACAFゴールドカップでは決勝に出場した。

## 代表歴

### 出場大会
- コスタリカ代表
  - 2014 FIFAワールドカップ

### 試合数
- 国際Aマッチ 81試合 1得点（2003年-2016年）[9]

| コスタリカ代表 | 国際Aマッチ | 国際Aマッチ |
| 年             | 出場        | 得点        |
| -------------- | ----------- | ----------- |
| 2003           | 2           | 0           |
| 2004           | 2           | 0           |
| 2005           | 7           | 0           |
| 2006           | 3           | 0           |
| 2007           | 5           | 0           |
| 2008           | 8           | 1           |
| 2009           | 10          | 0           |
| 2010           | 5           | 0           |
| 2011           | 7           | 0           |
| 2012           | 1           | 0           |
| 2013           | 9           | 0           |
| 2014           | 11          | 0           |
| 2015           | 10          | 0           |
| 2016           | 1           | 0           |
| 通算           | 81          | 1           |

### 得点
| No | 開催日         | 開催地   | 対戦国 | スコア | 結果 | 試合概要                    |
| -- | -------------- | -------- | ------ | ------ | ---- | --------------------------- |
| 1. | 2008年10月15日 | サンホセ | ハイチ | 1–0    | 2–0  | 2010 FIFAワールドカップ予選 |

## タイトル
ヴィスワ・クラクフ
- エクストラクラサ: 2007–08, 2008–09, 2010–11

エレディアーノ
- プリメーラ・ディビシオン: 2018A

アラフエレンセ
- プリメーラ・ディビシオン: 2020A

コスタリカ代表
UNCAFカップ: 2005